# Barling Magna
Barling is een civil parish in het bestuurlijke gebied Rochford, in het Engelse graafschap Essex. In 2001 telde het dorp 1657 inwoners.